# Садки (Емильчинский район)
Садки (укр. Садки) — село на Украине, находится в Емильчинском районе Житомирской области.
Код КОАТУУ — 1821786404. Население по переписи 2001 года составляет 271 человек. Почтовый индекс — 11231. Телефонный код — 4149. Занимает площадь 1,207 км².

## Адрес местного совета
11231, Житомирская область, Емильчинский р-н, с. Середы, ул.Емильчинская, 3б